# Lost Souls
Lost Souls är Doves debutalbum. Albumet släpptes den 4 april 2000 på Heavenly Records. Skivan nominerades till Mercury Music Prize år 2000, men förlorade mot Badly Drawn Boys The Hour of Bewilderbeast. Gruppen har tidigare spelat som Badly Drawn Boys bakgrundband.

## Låtlista
1. "Firesuit" - 4:36
2. "Here it Comes" - 4:50
3. "Break Me Gently" - 4:38
4. "Sea Song" - 6:12
5. "Rise" - 5:38
6. "Lost Souls" - 6:09
7. "Melody Calls" - 3:27
8. "Catch the Sun" - 4:49
9. "The Man Who Told Everything" - 5:47
10. "The Cedar Room" - 7:38
11. "Reprise" - 1:45
12. "A House" - 3:40